# Cirillo II di Alessandria (copto)
Papa Cirillo II (in arabo egiziano كيرلس التانى; Egitto, ... – Egitto, 6 giugno 1092), è stato il 67º papa della Chiesa ortodossa copta. È venerato come santo dalla Chiesa ortodossa copta.
Inizialmente era monaco nel monastero di San Macario il Grande o a Singar.
Il 22 baramhat 809 (18 marzo 1078), fu ordinato papa di Alessandria, ma la sua elezione fu oggetto di annose dispute.
È riportato che abbia estirpato la simonia nella sua giurisdizione. Diede alla Chiesa etiope un metropolita, un giovane chiamato Severo; quest'ultimo lo avvertì che gli etiopi stessero praticando la poligamia e Cirillò inviò una costituzione per proibire tale abuso.
Cirillo II morì il 12 paoni 808 AM (6 giugno 1092) dopo essere rimasto sul trono di san Marco per 14 anni.